# Charles P. Clever
Charles P. Clever (* 23. Februar 1830 in Köln; † 8. Juli 1874 in Tome, New Mexico) war ein US-amerikanischer Politiker deutscher Herkunft. Zwischen 1867 und 1869 vertrat er das New-Mexico-Territorium im US-Repräsentantenhaus.

## Frühe Jahre und Aufstieg
Charles Clever wurde 1830 in Köln geboren. Er besuchte die Schulen seiner Heimatstadt und studierte anschließend an der Universität Bonn. Im Jahr 1848 wanderte er in die Vereinigten Staaten aus, wo er sich 1850 in Santa Fe im damaligen New-Mexico-Territorium niederließ. Zwischen 1855 und 1862 war er dort im Handel tätig. Im Jahr 1857 wurde er zum US Marshal für dieses Territorium ernannt. Außerdem wurde er Miteigentümer der Zeitung "Santa Fe Weekly Gazette", die sowohl auf Englisch als auch in spanischer Sprache erschien. Nach einem Jurastudium wurde er 1861 als Rechtsanwalt zugelassen. Daraufhin begann er seinen neuen Beruf in Santa Fe auszuüben.

## Politische Laufbahn und weiterer Lebenslauf
Charles Clever wurde Mitglied der Demokratischen Partei. Während des Bürgerkriegs war er als Adjutant General im New-Mexico-Territorium Kommandeur der dortigen Miliz. Dieses Amt übte er zwischen 1867 und 1868 noch einmal aus. Gleichzeitig war er von 1862 bis 1867 Attorney General in seinem Territorium. Nach einer umstrittenen Wahl zog Charles Clever als Delegierter in das US-Repräsentantenhaus ein. Die Wahl wurde von seinem Vorgänger José Francisco Chaves erfolgreich angefochten und Clever musste seinen Delegiertensitz im Kongress am 20. Februar 1869 wieder an Chaves abtreten.
Nach dem Ende seiner Zeit in Washington arbeitete Clever wieder als Rechtsanwalt. Er wurde außerdem mit der Überarbeitung der Gesetze des New-Mexico-Territoriums beauftragt. Charles Clever starb im Juli 1874 und wurde in Santa Fe beigesetzt.